# Тильке, Герман
Герман Тильке (нем. Hermann Tilke; род. 31 декабря 1954, Хегген, Северный Рейн-Вестфалия) — немецкий архитектор, инженер, конструктор, автогонщик. Получил широкую известность, как один из ведущих разработчиков гоночных автодромов первой категории FIA (способных принимать этапы Формулы-1).

## Гонки
В 1980-х годах принимал участие в качестве автогонщика в соревнованиях кузовных автомобилей (туринг), в основном на старом кольце Нюрбургринга Nordschleife. Принимал участие в 24 часах Нюрбургринга. Вместе с Дирком Адорфом в 2003 и 2004 годах выигрывал этапы серии V8Star.

## Архитектура
В 1984 году Тильке основал компанию Tilke Engineering. Первым маленьким проектом была небольшая дорога к Нюрбургрингу. А уже в 2002 году компания Тильке строила целый комплекс поворотов на этой трассе.
Первым крупным проектом можно считать перестройку австрийской трассы Остеррайхринг в короткий А1-Ринг в 1990 году.
В 2000-х годах Тильке стал создателем практически всех новых трасс календаря Формулы-1:
- 1998 Сепанг, Малайзия
- 2004 Сахир, Бахрейн
- 2004 Шанхай, Китай
- 2005 Истанбул Парк, Турция
- 2008 городская трасса в Сингапуре, Сингапур
- 2008 городская трасса в Валенсии, Испания
- 2009 Яс Марина, ОАЭ
- 2010 Международный автодром Кореи, Южная Корея
- 2011 Международный автодром Будды, Индия
- 2012 Трасса Америк, США
- 2014 Сочи Автодром, Россия
- 2016 Баку, Азербайджан
- 2020 Ханой, Вьетнам

Тильке также работал над перестройкой автодромов Хоккенхаймринг, Фудзи Спидвей, Каталунья, Монца, Нюрбургринг. Участвовал в создании проектов трасс мирового уровня в России — Казань Ринг (Каньон), Moscow Raceway, Игора Драйв.
Отличием автодромов, разработанных Германом Тильке, являются длинные прямые, разбитые шпильками, что создает возможности для обгонов. Среди пилотов на этих трассах практически нулевая смертность — на трассах не гибнут автогонщики. Исключение — мотогонщики Андреа Антонелли и Марко Симончелли, погибшие в результате завалов.